# Chiesa di San Giorgio (Manciano)
La chiesa di San Giorgio è un edificio religioso situato a Montemerano, frazione del comune di Manciano, nella provincia di Grosseto.
L'edificio è affacciato su piazza della Chiesa e affiancato sul lato sinistro dalla cinta muraria del borgo.

## Storia
La chiesa di San Giorgio fu costruita nel corso del Trecento ed ampliata in epoca rinascimentale con l'aggiunta del transetto e dell'abside (1430 circa).
Nel corso dei secoli successivi sono stati effettuati alcuni interventi sia all'interno che alla facciata. Una serie di restauri effettuati tra la fine del secolo scorso e l'inizio del nuovo millennio hanno permesso di riportare all'antico splendore l'edificio religioso, che attualmente appare ottimamente conservato.

## Descrizione
La chiesa presenta una pianta a croce latina a navata unica, con abside, transetto e copertura a capanna.

### Esterno
La facciata, in bozze di travertino, si caratterizza per il portale architravato su cui poggia un arco a sesto acuto, sopra il quale si apre, fuori asse, una finestra rettangolare; nel complesso, pur mantenendo le originarie strutture in pietra, è il frutto di rifacimenti successivi.
All'angolo sinistro della facciata, è addossata ad L una piccola torre incompiuta a sezione quadrangolare, con alcuni ornamenti sulle pareti, che sarebbe dovuta divenire, una volta terminata, il campanile della chiesa.
Sui lati esterni del transetto e dell'abside si aprono una serie di monofore risalenti all'epoca di costruzione.

### Interno
L'interno della chiesa di San Giorgio si presenta a navata unica, con due cappelle laterali e con l'abside coperto da una volta a crociera con archi a sesto acuto, che si differenziano da quelli a tutto sesto del transetto.

#### Opere d'arte

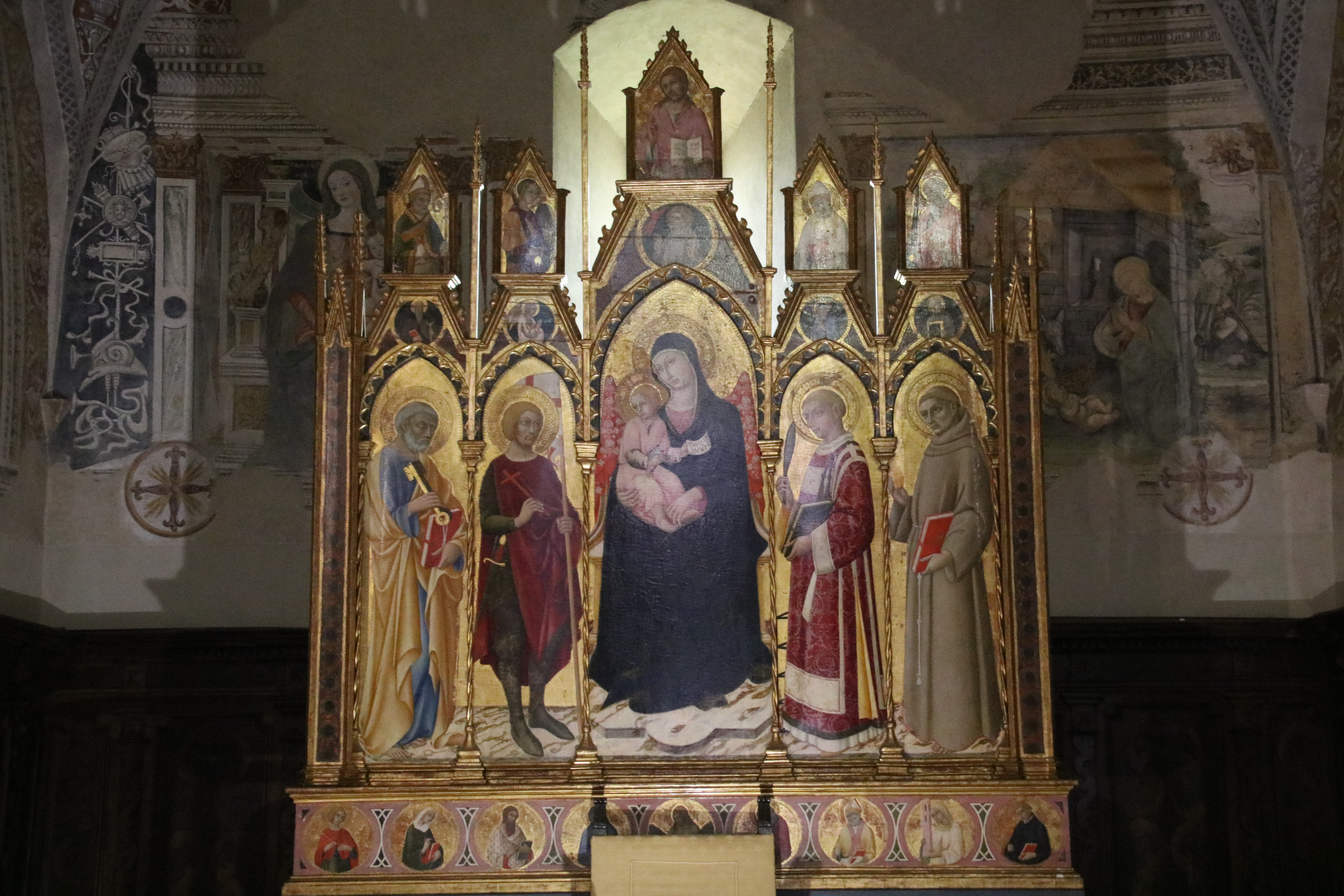
Il polittico di Sano di Pietro

La chiesa di San Giorgio custodisce al suo interno opere d'arte di inestimabile valore; sul lato destro del transetto è collocata una bacheca contenente una serie di preziosi oggetti ed arredi sacri.
Di fronte, è collocata all'interno di una vetrata la celebre Madonna della Gattaiola, un caratteristico dipinto realizzato da un artista chiamato Maestro di Montemerano attorno alla metà del XV secolo. Non sono stati ancora chiariti i dubbi se il dipinto è stato realizzato direttamente su una porta chiaramente adibita al passaggio dei gatti, o se la tavola fu successivamente utilizzata con tali scopi, aggiungendovi in seguito il foro circolare in basso a destra. Una leggenda avvalora quest'ultima ipotesi, narrando un parroco avrebbe utilizzato la tavola trasformandola in porta e praticandovi il foro per permettere il passaggio dei gatti per eliminare i topi che stavano infestando gli ambienti sacri.
Tra le altre opere di rilievo, spiccano un polittico raffigurante la Madonna in trono col Bambino e santi (1458) di Sano di Pietro, una statua lignea di san Pietro e la Pala dell'Assunta (un tabernacolo ligneo intagliato, dorato e decorato con le figure dell'Assunta e di alcuni angeli e santi), attribuite da Amato rispettivamente a Francesco di Giorgio e Neroccio di Bartolomeo de' Landi, entrambi allievi del Vecchietta, ed eseguite intorno al 1475.
Gli affreschi che decorano le pareti interne e il soffitto della chiesa risalgono alla fine del XV secolo e sono attribuibili al pittore senese Andrea di Niccolò; nel lato destro sono raffigurate le Storie di San Giorgio e il drago.